# Le père Noël contre les Martiens
 (août 2025).
Pour plus de détails, voir Fiche technique et Distribution.
Le père Noël contre les Martiens (titre original : Santa Claus Conquers the Martians, aussi nommé Santa Claus Defeats the Aliens) est un film de science-fiction américain réalisé par Nicholas Webster et sorti en 1964, avec John Call, Pia Zadora (qui avait 10 ans à l'époque).

## Synopsis

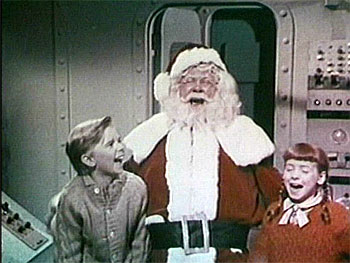
Le Père Noël et les enfants.De gauche à droite : Victor Stiles, John Call et Donna Conforti.

Alors que les enfants martiens sont fascinés par des images venues de la télévision terrienne, où l'on voit particulièrement le père Noël, les adultes martiens décident d'aller kidnapper ce drôle de personnage et le ramènent sur Mars. Lors du voyage, l'un des Martiens cherche à tuer le père Noël. Arrivé sur la planète rouge, le père Noël deviendra une véritable star.

## Fiche technique
- Titre original : Santa Claus Conquers the Martians
- Titre français : Le Père Noël contre les Martiens
- Réalisation : Nicholas Webster
- Scénario : Paul L. Jacobson et Glenville Mareth
- Direction artistique : Maurice Gordon
- Photographie : David L. Quaid
- Montage : William Henry
- Musique : Milton DeLugg
- Production : Paul L. Jacobson, Joseph E. Levine, Arnold Leeds
- Distribution : Embassy Pictures Corporation
- Pays d'origine :  États-Unis
- Langue : anglais américain
- Format : Couleurs
- Genre : Comédie, science-fiction
- Durée : 81 minutes
- Date de sortie : 14 novembre 1964

## Distribution

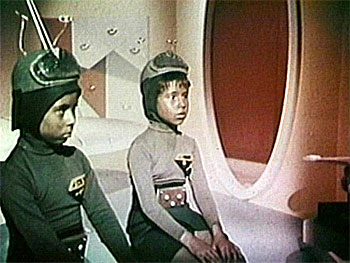
Les enfants martiens fascinés par le père Noël.Chris Month à gauche joue le rôle de Bomar et Pia Zadora à droite celui de Girmar.

- John Call : le père Noël
- Leonard Hicks : Kimar
- Vincent Beck : Voldar
- Bill McCutcheon (en) : Dropo
- Victor Stiles : Billy
- Donna Conforti : Betty
- Chris Month : Bomar
- Pia Zadora : Girmar
- Leila Martin : Momar
- Charles Renn : Hargo
- James Cahill : Rigna
- Ned Wertimer (en) : Andy Henderson

## Accueil critique
Mal accueilli par les critiques, il est régulièrement listé parmi les pires films jamais tournés et figure couramment dans le IMDb Bottom 100 de l'Internet Movie Database.